# Westelijke Grote Erg

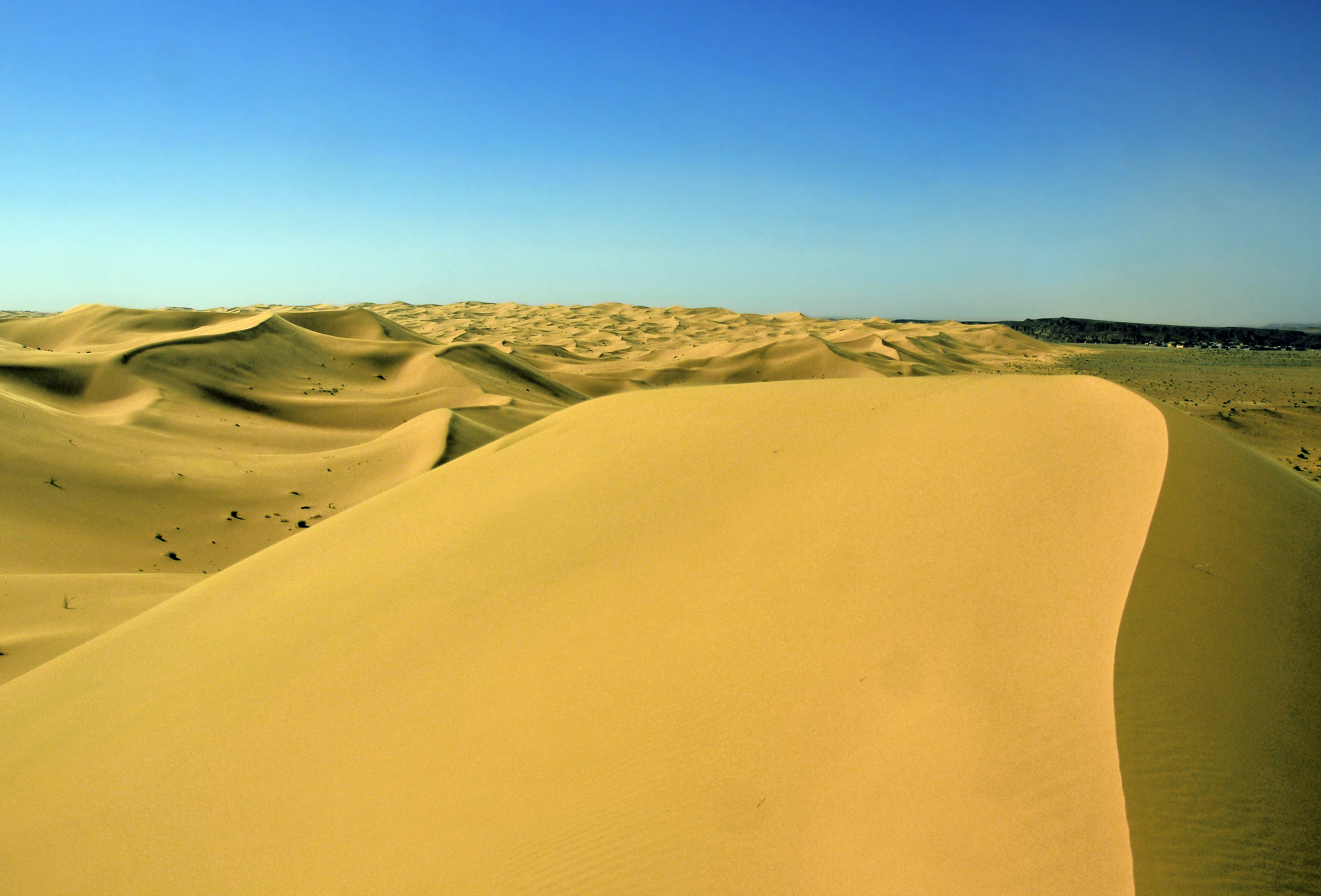
Het landschap van de Westelijke Grote Erg nabij Taghit

De Westelijke Grote Erg is een erg in de Sahara, gelegen in het noordwesten van Algerije. Het is de op één na grootste erg van Algerije, na de Oostelijke Grote Erg. De Westelijke Grote Erg beslaat ongeveer 78.000 vierkante kilometer. De duinen worden gevormd door de wind, en zijn tot 120 meter hoog. De erg kent ook sikkelduinen, die zich door de wind zo'n 20 tot 30 meter per jaar kunnen verplaatsen.

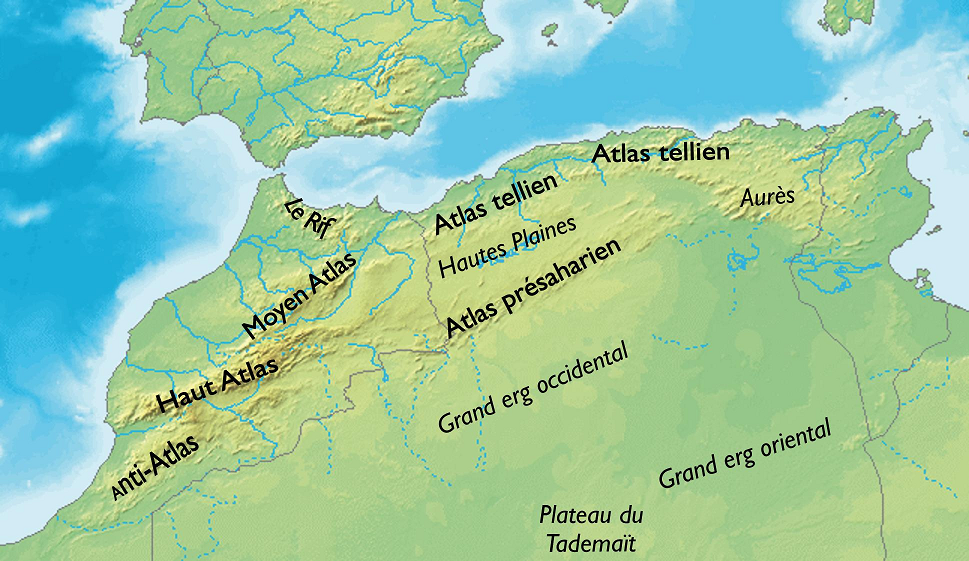
Kaart van Noordwest-Afrika, met onderin de Westelijke Grote Erg aangegeven als Grand erg occidental

Het gebied kent een woestijnklimaat, met minder dan 50 millimeter regen per jaar. De Westelijke Grote Erg ligt op gemiddeld zo'n 500 meter hoogte, wat hoger is dan de Oostelijke Grote Erg, maar lager dan het nabijgelegen Tademaïtplateau. De erg is praktisch onbewoond, en kent geen permanente nederzettingen.

## Afbeeldingen

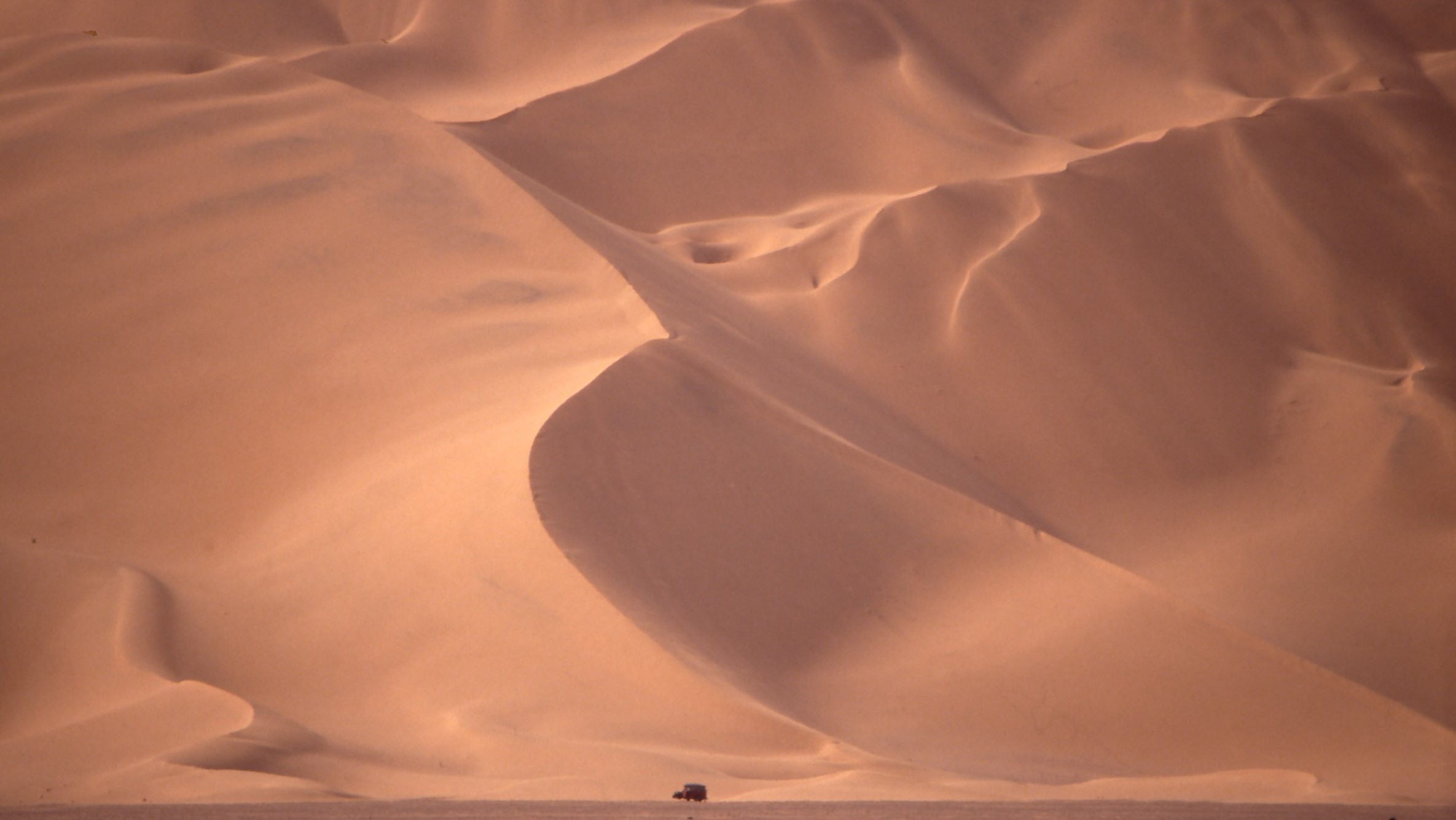
Zandduin met een auto ervoor
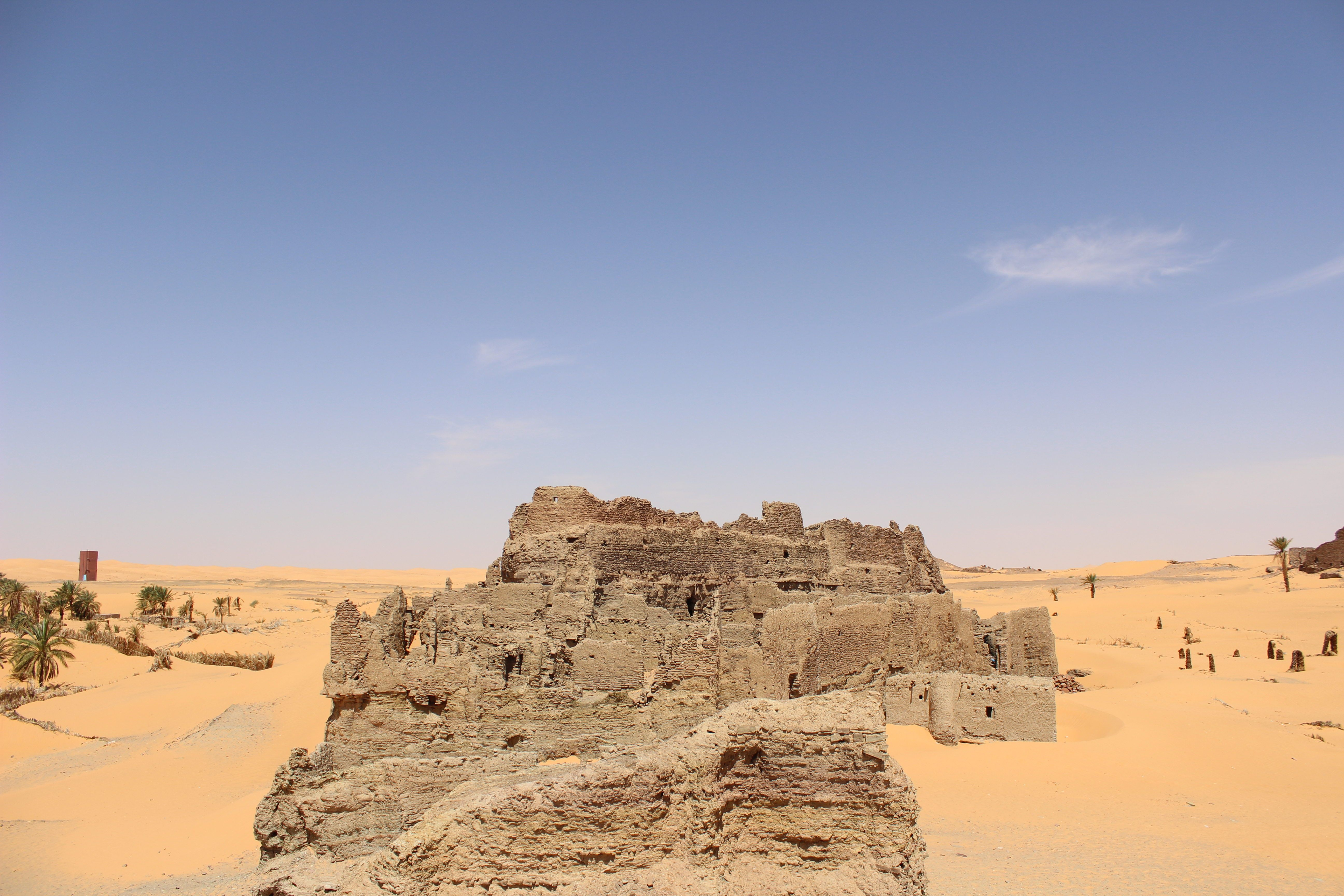
Ksar van Aghlad: een ksar, kasteel, waar een stam vroeger leefde